# Michael Hollick
Michael Andrew Hollick (New York, 5 augustus 1973) is een Amerikaans acteur. Hij staat vooral bekend als de stem van Niko Bellic uit de videogame Grand Theft Auto IV. Voor deze rol won hij een Spike Video Game Award in de categorie Best Male Voice Actor. Ook had hij bijrollen in tv-series als Law & Order en Sex and the City. Hij speelde tevens in toneelstukken als Tarzan, Jumpers en De La Guarda. Ook speelde hij de rol van Scar in de musical The Lion King.
Hollick woont in Las Vegas. Hij is getrouwd met actrice Angela Tsai. Hij heeft een zoon, genaamd Maxwell Ming Hollick.